# Змішана команда на літніх Олімпійських іграх 1904
На літніх Олімпійських іграх 1904 року чотири медалей було присуджено змішаній команді.
На ранніх Олімпійських іграх команди могли складатися з учасників різних націй. Міжнародний олімпійський комітет (МОК) об'єднує їх результати під позначенням змішаних команд. До 2024 року МОК використовував для цього код ZZX, а з 2024 року – код XXB.

## Медалісти

### Золото
|   |                                                                                 |                                                                    |
| № | Спортсмени                                                                      | Вид спорту (дисципліна)                                            |
| 1 | Юліус Ленгарт, Філіп Кассел, Антон Гайда, Макс Гесс, Ернст Рекевег, Джон Граейб | Спортивна гімнастика (індивідуальне багатоборство серед чоловіків) |
| 2 | Рамон Фонст, Альбертсон Ван Зо Пост, Мануель Діас                               | Фехтування (рапіра - командна)                                     |

### Срібло
|   |                                                                     |                                      |
| № | Спортсмени                                                          | Вид спорту (дисципліна)              |
| 1 | Джеймс Лайтбоді, Вільям Вернер, Лейсі Хірн, Альбер Корі, Сідні Хатч | Легка атлетика (4 милі серед команд) |

### Бронза
|   |                                                                         |                                 |
| № | Спортсмени                                                              | Вид спорту (дисципліна)         |
| 1 | Гаррі Джекобс, Франк Куглер, Чарльз Тіас, Оскар Фріде, Чарльз Габеркорн | Перетягування канату (чоловіки) |

## Результати змагань

### Легка атлетика
Альбер Корі - француз, але через відсутність необхідних документів його записали як американця, і цей статус досі залишається офіційним. Францію на цих Олімпійських іграх представляв лише він, в офіційних звітах згадується що Альбер Корі брав участь у складі змішаної команди.
| Змагання            | Спортсмен                                                                                     | Фінал     | Фінал      |
| Змагання            | Спортсмен                                                                                     | Результат | Місце      |
| ------------------- | --------------------------------------------------------------------------------------------- | --------- | ---------- |
| 4 милі серед команд | Джеймс Лайтбоді (USA) Вільям Вернер (USA) Лейсі Хірн (USA) Альбер Корі (FRA) Сідні Хатч (USA) | невідомий | 2 3 4 9 10 |
| 4 милі серед команд | Джеймс Лайтбоді (USA) Вільям Вернер (USA) Лейсі Хірн (USA) Альбер Корі (FRA) Сідні Хатч (USA) | 28 очок   | 2          |

### Перетягування канату
На момент проведення Олімпійських ігор, Франк Куглер ще залишався громадянином Німеччини.
| Змагання | Спортсмени | Чвертьфінал | Півфінал                           | Фінал      | Втішний фінал                                       | Місце |
| -------- | --- | ----------- | ---------------------------------- | ---------- | --------------------------------------------------- | ----- |
| Чоловіки | США Southwest Turnverein of Saint Louis № 2 Гаррі Джекобс, Франк Куглер, Чарльз Тіас, Оскар Фріде, Чарльз Габеркорн |             | США New York Athletic Club поразка | не пройшли | США Southwest Turnverein of Saint Louis № 1 поразка | 3     |

### Спортивна гімнастика
Юліус Ленгарт завжди залишався громадянином Австрії, його іноді вказують як американця в олімпійських результатах. Це пояснюється тим, що на Олімпійських іграх 1904 року він представляв клуб, до якого належав у США. Ленгарт сам усвідомлював, що його називають американським чемпіоном, і писав про свій олімпійський досвід в австрійській "Sportzeitung" у 1936 році. Провівши деякий час у Німеччині до свого перебування у США, Ленгарт повернувся до Австрії у 1906 році.
Австрійський олімпійський комітет визнав його австрійським чемпіоном лише через десять років після його смерті, використовуючи інформацію, надану австрійським олімпійським істориком Еріхом Кампером.
| Змагання          | Спортсмени                                      | Результат | Місце |
| ----------------- | ----------------------------------------------- | --------- | ----- |
| Командна першість | Змішана команда (ZZX) Philadelphia Turngemeinde | 370.13    | 1     |
| Командна першість | Австрія (AUT) Юліус Ленгарт (Австрія)           |           | 1     |
| Командна першість | США (USA) Філіп Кассел                          |           | 1     |
| Командна першість | США (USA) Антон Гайда                           |           | 1     |
| Командна першість | США (USA) Макс Гесс                             |           | 1     |
| Командна першість | США (USA) Ернст Рекевег                         |           | 1     |
| Командна першість | США (USA) Джон Граейб                           |           | 1     |
| Командна першість | США (USA) Джон Вульф                            |           | —     |
| Командна першість | США (USA) Вільям Трабанд                        |           | —     |

### Фехтування
Альбертсон Ван Зо Пост - була поширена помилкова думка що він був членом кубинської команди на Олімпіаді, насправді він мав громадянство США.
| Соревнование      | Спортсмен                                                               | Півфінал | Півфінал | Півфінал | Фінал    | Фінал   | Фінал   | Фінал |
| Соревнование      | Спортсмен                                                               | Перемог  | Поразок  | Місце    | Уколів   | Перемог | Поразок | Місце |
| ----------------- | ----------------------------------------------------------------------- | -------- | -------- | -------- | -------- | ------- | ------- | ----- |
| Рапіра (командна) | Мануель Діас · Куба · Альбертсон Ван Зо Пост · США · Рамон Фонст · Куба |          |          |          | невідомо | 7       | 2       | 1     |

### Теніс
| Змагання      | Спортсмени                        | Перший раунд       | Другий раунд       | 1/8 фіналу                                               | Чвертьфінал        | Півфінал           | Фінал              |
| Змагання      | Спортсмени                        | Суперник Результат | Суперник Результат | Суперник Результат                                       | Суперник Результат | Суперник Результат | Суперник Результат |
| ------------- | --------------------------------- | ------------------ | ------------------ | -------------------------------------------------------- | ------------------ | ------------------ | ------------------ |
| Парний розряд | Хуго Гарді (GER) Пол Глісон (USA) |                    |                    | Альфонсо Белл (USA) Роберт Лерой (USA) поразка; 3-6, 1-6 | не пройшли         | не пройшли         | не пройшли         |